# On the wing
On the wing is een studioalbum van Stephan Micus. Micus werkte eraan van 2003 tot en met 2006 in de MCM geluidsstudio. Voor het eerst sinds jaren leverde Micus een puur instrumentaal album af. On the wing is een tiendelige suite opgedragen aan zijn dochter Sara.

## Musici
- Stephan Micus – sattar, sitar, mudbedsh, gitaar, ney, sho, hné, suling, Tibetaanse bekkens, Koreaanse gongs, Birmese gongs, hang, shakuhachi, mandobahar.

## Muziek
| Nr. | Titel                                      | Duur |
| --- | ------------------------------------------ | ---- |
| 1.  | On the wing (deel 1: On the wing)          | 3:19 |
| 2.  | On the wing (deel 2: Winterlight)          | 5:10 |
| 3.  | On the wing (deel 3: Gazelle)              | 3:35 |
| 4.  | On the wing (deel 4: Blossoms in the wind) | 4:33 |
| 5.  | On the wing (deel 5: The bride)            | 6:25 |
| 6.  | On the wing (deel 6: Ancient trees)        | 5:16 |
| 7.  | On the wing (deel 7: In the dancing snow)  | 5:05 |
| 8.  | On the wing (deel 8: The gate)             | 4:17 |
| 9.  | On the wing (deel 9: Turquoise fields)     | 7:03 |
| 10. | On the wing (deel 10: Morning sky)         | 3:17 |